# Gérard Brusque
Pour les articles homonymes, voir Brusque.
Pas d'image ? Cliquez ici

a Compétitions nationales et continentales officielles uniquement.

Gérard Brusque, né le 18 mars 1950 à Pau (Basses-Pyrénées) est un joueur et entraîneur français de rugby à XV qui évolue principalement au poste d'arrière pendant les années 1970 et le début des années 1980.
Il est le père de Nicolas Brusque qui est également joueur de rugby à XV et international français.

## Carrière

### En club
Gérard Brusque débute le rugby à XV à l'Avenir de Bizanos, comme Jacques Michou, Jean Arruat, Christian Loustaudine ou Noël Guillemot. Brusque s'affirme à la Section paloise à partir de 1968, faisant étalage de ses qualités de buteur. Il devient capitaine de la Section paloise et a notamment partagé le terrain avec des icônes telles qu'Etcheverry, Paparemborde ou Ollé.
Au cours de cette période, il remporte le Challenge Antoine-Béguère en 1970 et atteint les demi-finales du championnat de France en 1974.
Brusque rejoint ensuite l'US Orthez et y termine sa carrière de joueur.

### Entraîneur
Gérard Brusque et Christian Loustaudine entraînent l'Avenir aturin à partir de 1984. Il lance notamment Jean-Bernard Duplantier
Brusque prend ensuite les rênes de l'US Orthez de 1987 à 1989,. Il devient l'adjoint de Jean-Bernard Duplantier à la Section paloise durant la saison 1989-1990. En effet, à la tête de la Section, Jean-Pierre Peys a récemment manqué la promotion en groupe A pour la deuxième année consécutive, ce qui a conduit à son limogeage. Jean-Bernard Duplantier accepte temporairement le poste, mais sur le terrain, il ne souhaite pas rester seul. C'est alors que Gérard Brusque, déjà impliqué en tant qu'éducateur à l'école de rugby, accepte cette nouvelle mission, même si cela signife qu'il doit temporairement délaisser son rôle de formateur auprès de Jean-Marc Souverbie, son fils Nicolas Brusque, David Bonnemasou et Vignolo. Il déclare que sa décision d'accepter le poste est prise en cinq minutes, malgré les conditions peu idéales.

## Vie personnelle
Gérard Brusque est le père de Nicolas Brusque et le beau-frère de Christian Loustaudine.